# Хвостник обыкновенный
Хво́стник обыкнове́нный, или Водяна́я со́сенка (лат. Hippúris vulgáris) — водное многолетнее травянистое растение, распространённое в Евразии и Северной Америке; вид рода Хвостник семейства Подорожниковые (Plantaginaceae).

## Происхождение названия
Официальное научное название вида в русском языке является дословным переводом латинского названия Hippuris vulgaris, где Hippuris происходит от hippa — лошадь и ura — хвост; vulgaris — обыкновенный (лат.). Само латинское название происходит от древнегреческого, отражающее видение греками надводных побегов хвостника похожими на конские хвосты. В русской культуре надводные побеги этого растения традиционно сравнивали не с хвостами, а с маленькими елями или соснами, и, учитывая, что растение это всегда растёт в водоёмах, отсюда происходит народное название Водяная сосенка или просто Сосенка.

## Ботаническое описание
Хвостник обыкновенный — водное травянистое растение, нижней частью погруженное в воду, голое, с ползучим укореняющимся корневищем. Стебли 10-50 см высотой, прямые, полые внутри. Листья по 8-12 в сближенных мутовках, цельнокрайные, линейные, коротко заостренные; подводные — отклоненные вниз, просвечивающие, иногда сильно удлиненные и тонкие.
Цветки незаметные и появляются не на всех растениях. Располагаются одиночно в пазухах листьев, обоеполые или однополые: нижние пестичные, верхние тычиночные. Чашечка сросшаяся с завязью, неясно двулопастная, венчика нет. Тычинка одна, прикрепленная сбоку на верхушке завязи, под лопастью чашечки. Пестик одиночный. Опыление ветром.

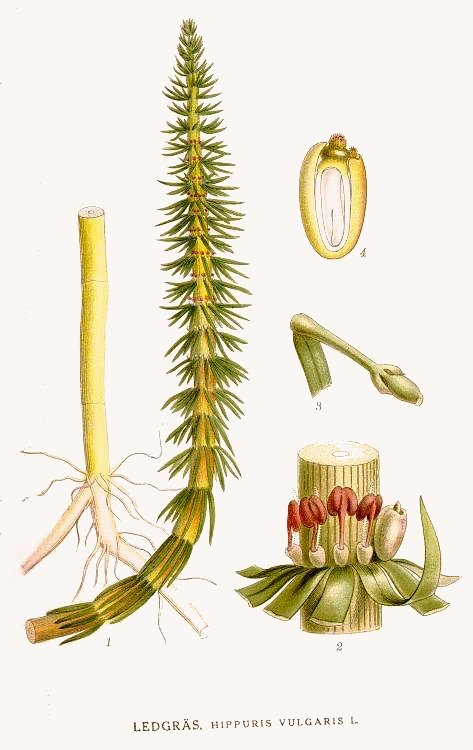

Плод — костянка с усеченной верхушкой и остающимися тычинкой и столбиком, с темно-коричневым околоплодником и односемянной косточкой. Они мелкие, липкие, опадающие при созревании. Они распространяются по течению и, прилипая к водным птицам и млекопитающим.

## Распространение и экология
Вид циркумбореальный, то есть произрастает в Северном полушарии. По современным данным, на территории России распространён повсеместно, за исключением зоны степей и полупустынь, вечной мерзлоты и высокогорий; преобладает в восточной части России, равно как и рогульник. В Соединённых Штатах Америки он растёт в основном на северо-востоке, но встречается и на юге: в Нью-Мексико и Аризоне.
Предпочитает воды с невысокой кислотностью.

## Значение и применение
Хорошо поедается северным оленем (Rangifer tarandus), указывается как одно из любимых растений оленя. Поедается в течение всего вегетационного периода и зимой из-под снега. Другими сельскохозяйственными животными не поедается.
В фитотерапии хвостник обыкновенный используется для заживления ран, например, остановки внутренних и внешних кровотечений, лечения язвенной болезни желудка. Является успокаивающим средством при воспалениях кожи.
В больших количествах поглощает метан и поэтому улучшает качество воздуха в болотах, где часто встречается. Однако может быть сорняком, затрудняя приток воды в реках и канавах.

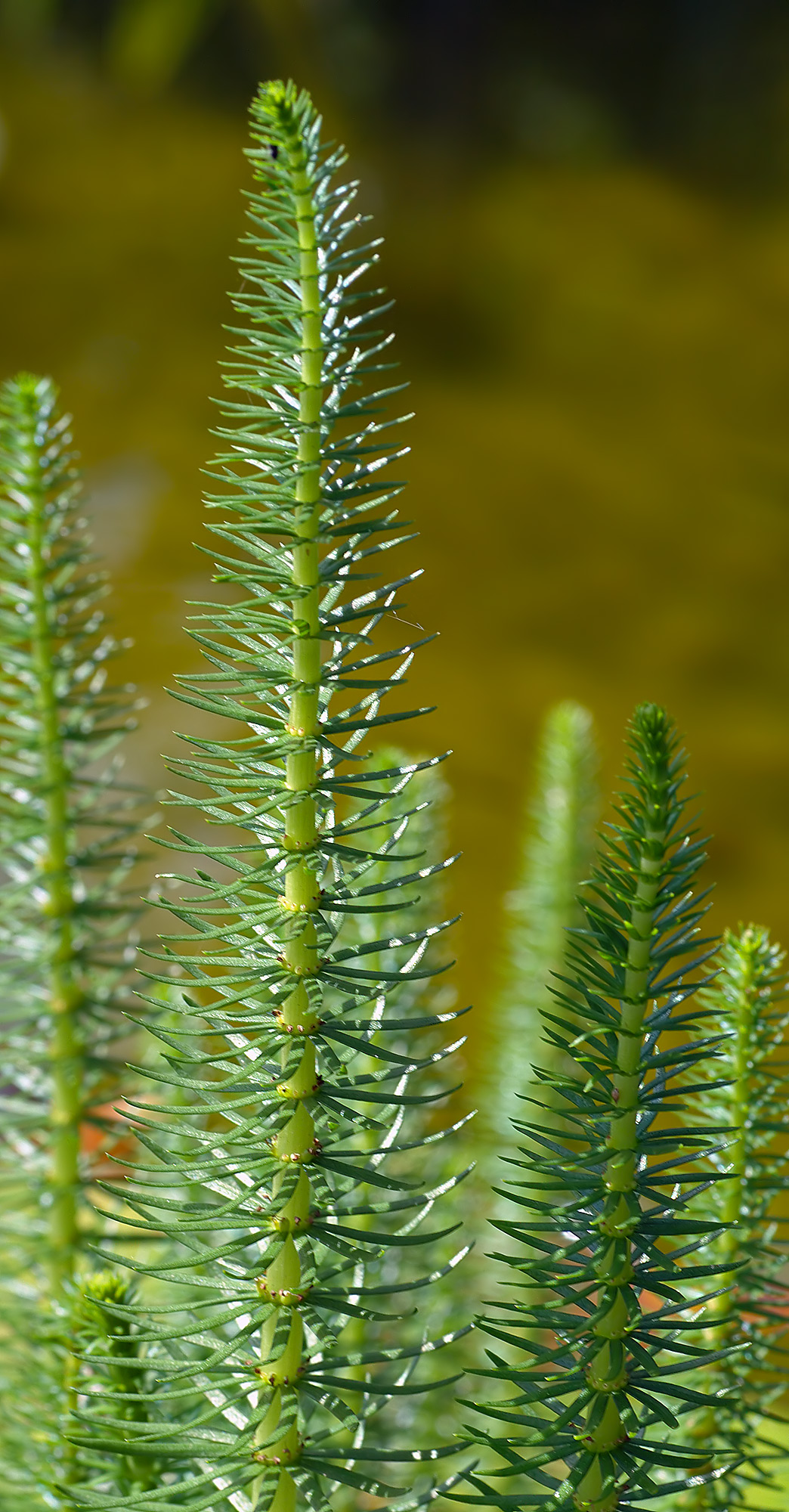
Крупным планом
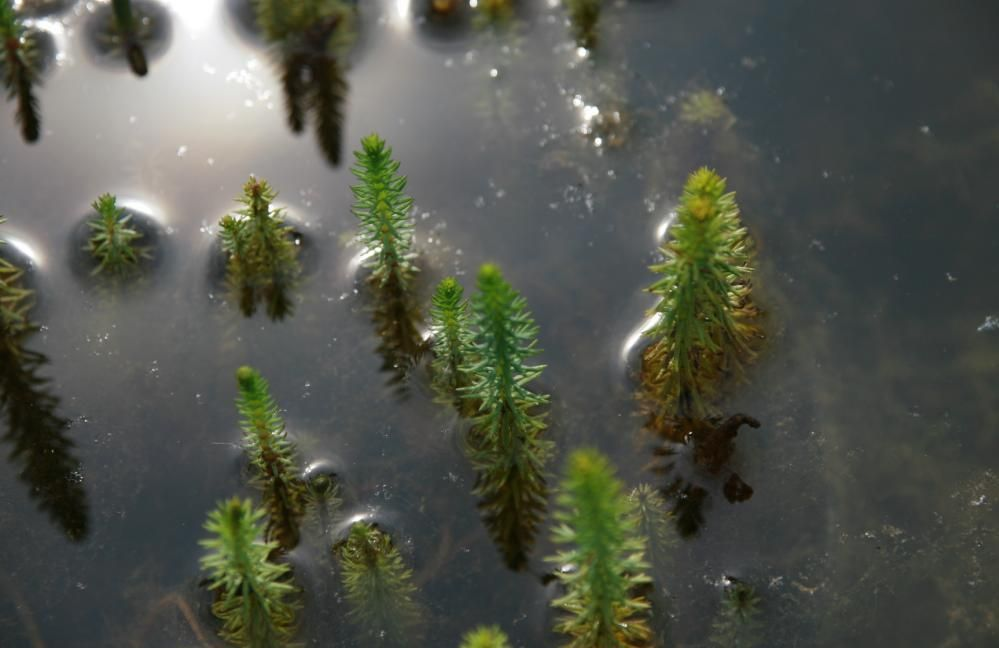
в среде обитания
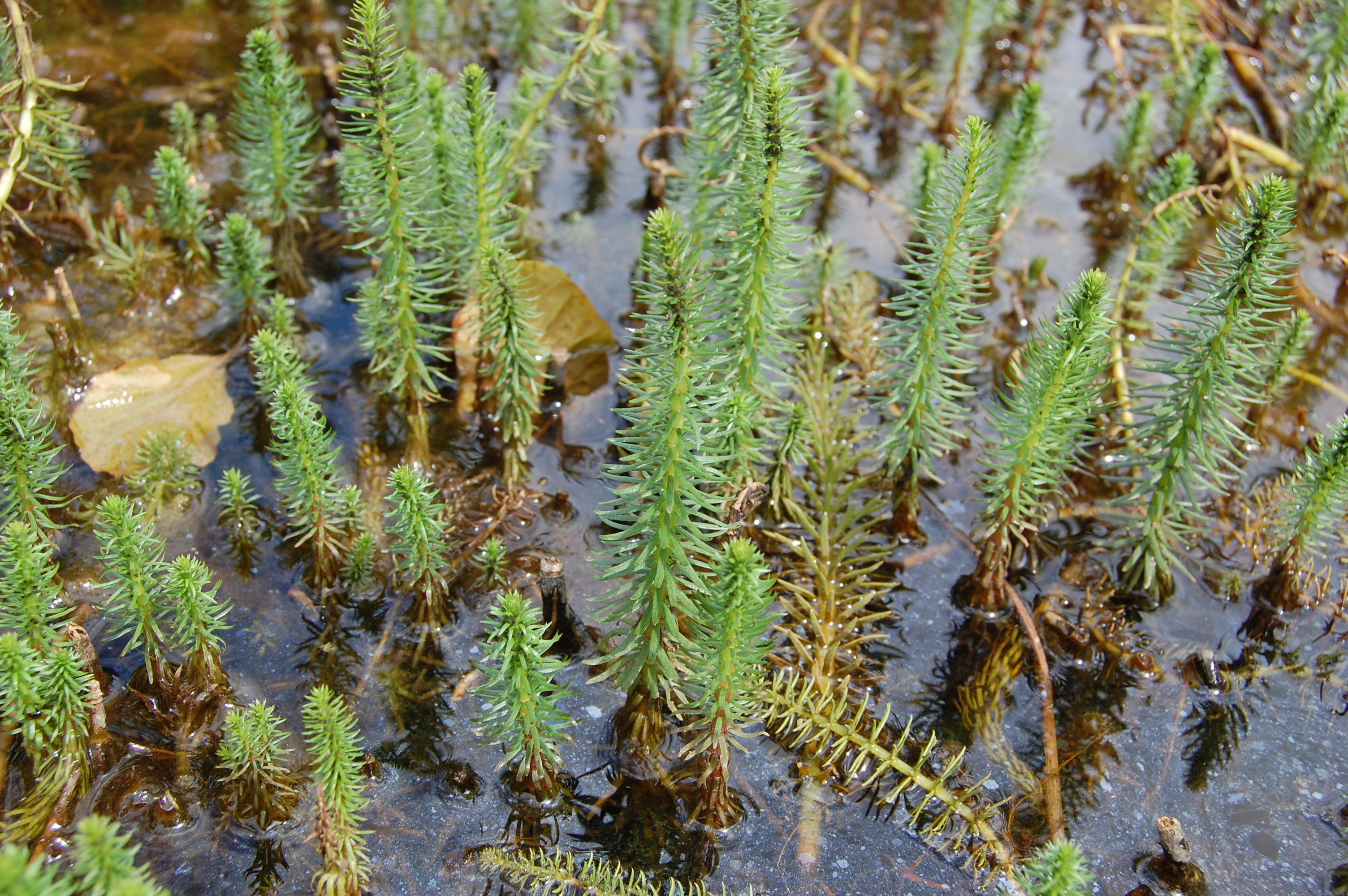
в среде обитания

## Классификация

### Таксономия
Hippuris vulgaris  L., 1753, Sp. Pl. : 4
Вид Хвостник обыкновенный относится к роду Хвостник (Hippuris) относится к семейству Подорожниковые (Plantaginaceae) порядка Ясноткоцветные (Lamiales). Таксономическая схема в соответствии с Системой APG IV по состоянию на декабрь 2023 года:
|  |                                      |  |                                   |                                   |                          |  | ещё 23 семейства | ещё 23 семейства |                           |  |  |  | еще 3 подтвержденных вида и 3 вида, ожидающих подтверждения |
|  |                                      |  |                                   |                                   |                          |  | ещё 23 семейства | ещё 23 семейства |                           |  |  |  | еще 3 подтвержденных вида и 3 вида, ожидающих подтверждения |
|  |                                      |  |                                   | порядок Ясноткоцветные            |                          |  |                  |                  | род Хвостник              |  |  |  |                                                             |
|  |                                      |  |                                   | порядок Ясноткоцветные            |                          |  |                  |                  | род Хвостник              |  |  |  |                                                             |
|  | отдел Цветковые, или Покрытосеменные |  |                                   |                                   | семейство Подорожниковые |  |                  |                  | вид Хвостник обыкновенный |  |  |  |                                                             |
|  | отдел Цветковые, или Покрытосеменные |  |                                   |                                   | семейство Подорожниковые |  |                  |                  |                           |  |  |  |                                                             |
|  |                                      |  | ещё 63 порядка цветковых растений | ещё 63 порядка цветковых растений |                          |  |                  | еще 105 родов    | еще 105 родов             |  |  |  |                                                             |
|  |                                      |  |                                   | ещё 63 порядка цветковых растений |                          |  |                  |                  | еще 105 родов             |  |  |  |                                                             |

### Синонимы
- Caullinia hippuroides Raf.
- Hippuris eschscholtxii Cham. ex Ledeb.
- Hippuris eschscholtzii Cham. ex Ledeb.
- Hippuris fluitans Lilj. ex Hising.
- Hippuris fluviatilis Hoffm.
- Hippuris generalis E.H.L.Krause
- Hippuris melanocarpa N.Semenova
- Hippuris palustris Gorter
- Hippuris polyphylla Raf.
- Hippuris spiralis D.Yu
- Hippuris tetraphylla f. lacunarum Dutilly & Lepage
- Hippuris verticillata Gilib.
- Hippuris vulgaris f. lacunarum (Dutilly & Lepage) Lepage
- Hippuris vulgaris f. litoralis H.Lindb.
- Hippuris vulgaris f. tetraphylla (L.f.) Lepage
- Hippuris vulgaris f. vulgaris
- Hippuris vulgaris var. demersa Gray
- Hippuris vulgaris var. fluitans Hartm.
- Hippuris vulgaris var. fluviatilis (Hoffm.) Mérat
- Hippuris vulgaris var. fluviatilis Coss. & Germ.
- Hippuris vulgaris var. gigantea Zalewski
- Hippuris vulgaris var. maritima (Haller f.) W.D.J.Koch
- Hippuris vulgaris var. ramificans D.Yu
- Hippuris vulgaris var. vulgaris
- Limnopeuce vulgaris Vaillant ex Greene